# Natálie Kerschbaummayr
Natálie (Tauchenová) Kerschbaummayr (Ostrava, 4 mei 1998) is een Oostenrijkse langebaanschaatsster.
Tot en met seizoen 2019/2020 kwam ze uit voor Tsjechië en trainde met Nikola Zdráhalová en Martina Sáblíková bij Petr Nováks NOVIS Team.
Samen met Sáblíková en Zdráhalová reed ze op de ploegenachtervolging een nationaal record tijdens de Wereldbeker van Calgary op 14 november 2015 in 3.02,50. Op 17 januari 2016 eindigde Kerschbaummayr als tweede op de 3000 meter tijdens de World Cup voor junioren in Baselga di Pinè. Ook kwam ze uit op de Olympische Jeugdwinterspelen 2016 in Lillehammer waar ze als vierde eindigde op de 1500 meter. In seizoen 2021/2022 maakte ze op de 3000 meter een ontwikkeling door van 4.15,12, 4.14,11 naar 4.12,17 te gaan.

## Persoonlijke records
| Afstand    | Tijd    | Datum            | Baan      |
| ---------- | ------- | ---------------- | --------- |
| 500 meter  | 41,49   | 21 oktober 2017  | Inzell    |
| 1000 meter | 1.19,20 | 16 februari 2019 | Inzell    |
| 1500 meter | 2.00,97 | 3 december 2017  | Calgary   |
| 3000 meter | 4.12,17 | 10 december 2021 | Calgary   |
| 5000 meter | 7.28,28 | 19 november 2017 | Stavanger |

(laatst bijgewerkt: 14 december 2021)

## Resultaten
| Jaar | WK Allround             | WK Afstanden     | Wereldbeker                        | WK Junioren                            |
| ---- | ----------------------- | ---------------- | ---------------------------------- | -------------------------------------- |
| 2013 |                         |                  |                                    | 42e 1000m 25e 1500m 20e 3000m          |
| 2014 |                         |                  |                                    | 41e 500m 37e 1000m 29e 1500m 23e 3000m |
| 2015 |                         |                  | 52e 1500m 45e 3k/5k 37e massastart | 18e 1000m 14e 1500m 18e 3000m          |
| 2016 |                         | 7e achtervolging | 54e 1500m 49e 3k/5k 34e massastart |                                        |
| 2017 |                         |                  | 48e 1500m 23e massastart           |                                        |
| 2018 | NC21 (22e, 19e, 21e, -) |                  | 63e 1000m 49e 1500m 55e 3k/5k      |                                        |
| 2019 |                         | 17e massastart   | 55e 1500m 39e 3k/5k 22e massastart |                                        |
|      |                         |                  |                                    |                                        |
| 2021 |                         |                  | 28e 3k/5k 21e massastart           |                                        |
| 2022 |                         |                  | 0p 1500m 54e 3k/5k 37e massastart  |                                        |

 NC# = niet geplaatst voor laatste afstand, maar wel als # geëindigd in het klassement 